# Bogdan Suchodolski
Bogdan Suchodolski va néixer l'any 1907 i és un filòsof de l'educació polonès. Des del 1952 en què fou nomenat membre de l'Acadèmia Polonesa de Ciències, ha ocupat llocs de responsabilitat i/o honorífics en diverses institucions científiques i culturals del seu país, com també en societats internacionals de ciències de l'educació.
La seva extensíssima obra teòrica, influenciada pel materialisme i l'idealisme alemanys, reflecteix les contradiccions, les esperances i les frustracions per a la construcció d'un home nou, procés en el qual, segons Suchodolski, l'educació ha de tindre un paper primordial.

## Obres més importants
- Wychowanie moralno-społeczne (1936)
- Uspołecznienie kultury (1937)
- Skąd i dokąd idziemy? Przewodnik po zagadnieniach kultury współczesnej (1943/1999)
- Wychowanie dla przyszłości (1947/1968)
- O pedagogikę na miarę naszych czasów (1958)
- Narodziny nowożytnej filozofii człowieka (1963)
- Rozwój nowożytnej filozofii człowieka (1967)
- Trzy pedagogiki (1970)
- Komisja Edukacji Narodowej (1972)
- Problemy wychowania w cywilizacji współczesnej (1974)
- Komeński (1979)
- Kim jest człowiek? (1985)
- Wychowanie mimo wszystko (1990)